# Chilades lajus
Chilades lajus is een vlinder uit de familie van de Lycaenidae. De wetenschappelijke naam van de soort is voor het eerst geldig gepubliceerd in 1782 door Caspar Stoll.

## Synoniemen
- Polyommatus varunana Moore, 1866
- Hesperia cajus Fabricius, 1793
- Lycaena brahmina C. & R. Felder, 1865
- Polyommatus kandura Moore, 1866

## Ondersoorten
- Chilades lajus lajus
- Chilades lajus athena (C. & R. Felder, 1865)
  - = Chilades laius calyptra Fruhstorfer, 1916
- Chilades lajus cromyon Fruhstorfer, 1916
- Chilades lajus tavoyanus Evans, 1925